# Вихиловка (потік)
Вихиловка (словац. Vychylovka) — річка в Словаччині; права притока Кисуці. Протікає в окрузі Чадця.
Довжина — 9.6 км. Витікає в масиві Кисуцькі Бескиди  на висоті 915 метрів (на схилі Рицарової гори). Серед приток  - потік Хмуров.
Протікає територією села Нова Бистріца. Впадає у Кисуцю на висоті 525 метрів.